# Коротнево (Зубцовский район)
Коротнево — деревня в Зубцовском районе Тверской области. Входит в состав Вазузского сельского поселения.

## География
Находится в южной части Тверской области на расстоянии приблизительно 15 км на юг-юго-запад от районного центра города Зубцов на правом берегу реки Осуга.

## История
Деревня была отмечена еще на карте Менде (состояние местности на 1848 год). В 1859 году здесь (деревня Зубцовского уезда Тверской губернии) было учтено 8 дворов, в 1939—29.

## Население
Численность населения: 86 человек (1859 год), 8 (русские 87 %) в 2002 году, 22 в 2010.